# 埃施馬特
埃施马特（德語：Erschmatt，瑞士標準德語發音：[ˈɛrʃmat]）是瑞士瓦莱州曾经的一个市镇，面积11.2平方千米，人口为人。2013年1月1日，埃施马特并入市镇洛伊克。